# Elvin

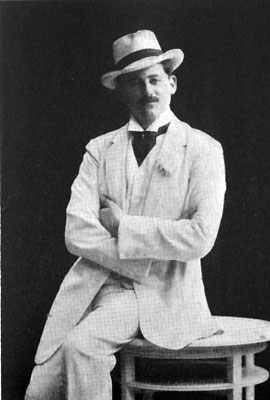
Elvin Ottoson cirka 1910.

Elvin är ett gammalt engelskt förnamn, härlett ur keltiskan i betydelsen "god vän" eller "vän av alver".
Namnet är även ett turkiskt namn med betydelsen "mångfärgad" på det gamla turkiska.
I den finlandssvenska namnsdagslängden har Elvin namnsdag 9 mars sedan 2025.